# Sais rosalia
Sais rosalia är en fjärilsart som beskrevs av Pieter Cramer 1782. Sais rosalia ingår i släktet Sais och familjen praktfjärilar. Inga underarter finns listade.

## Bildgalleri

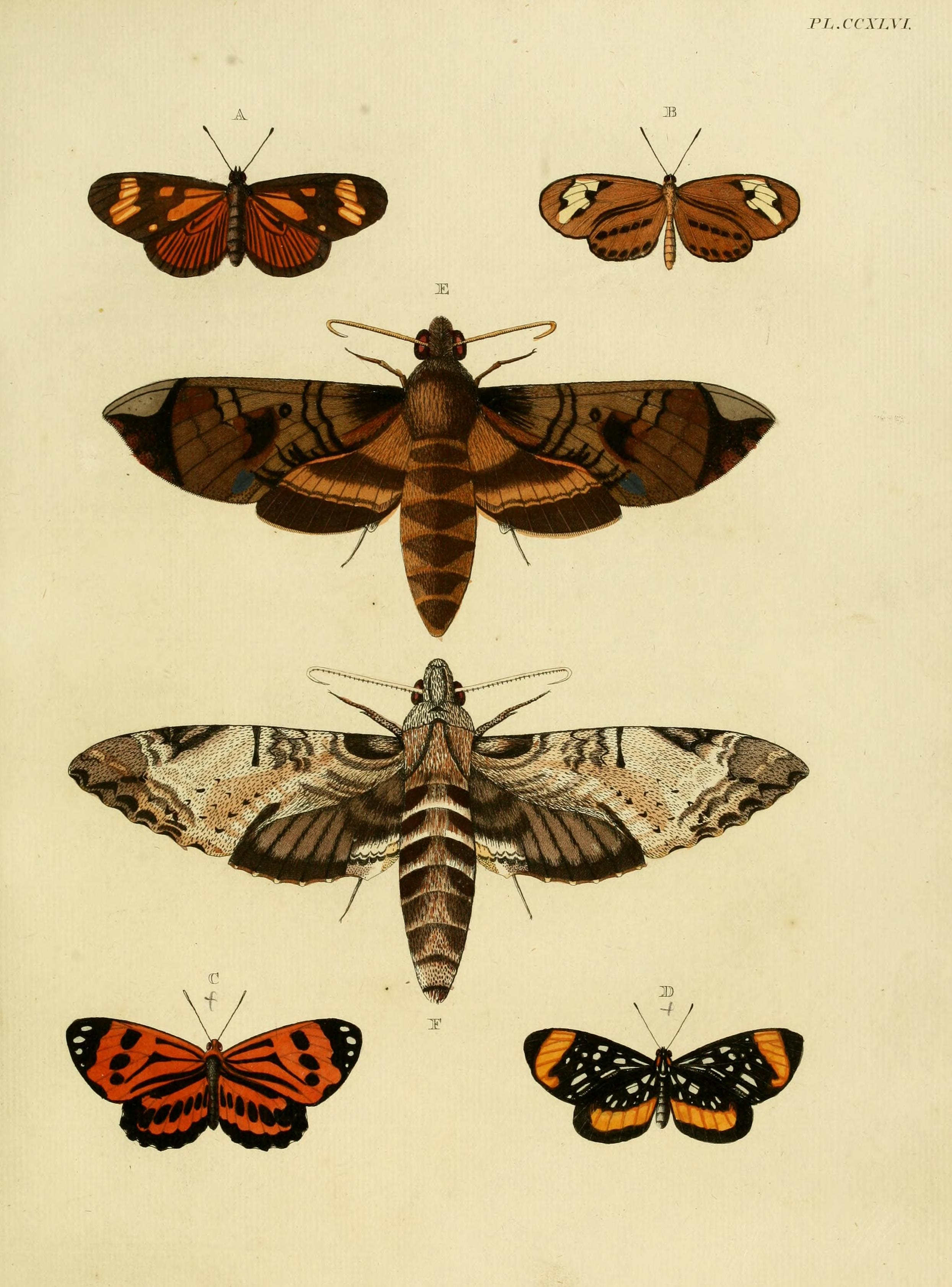
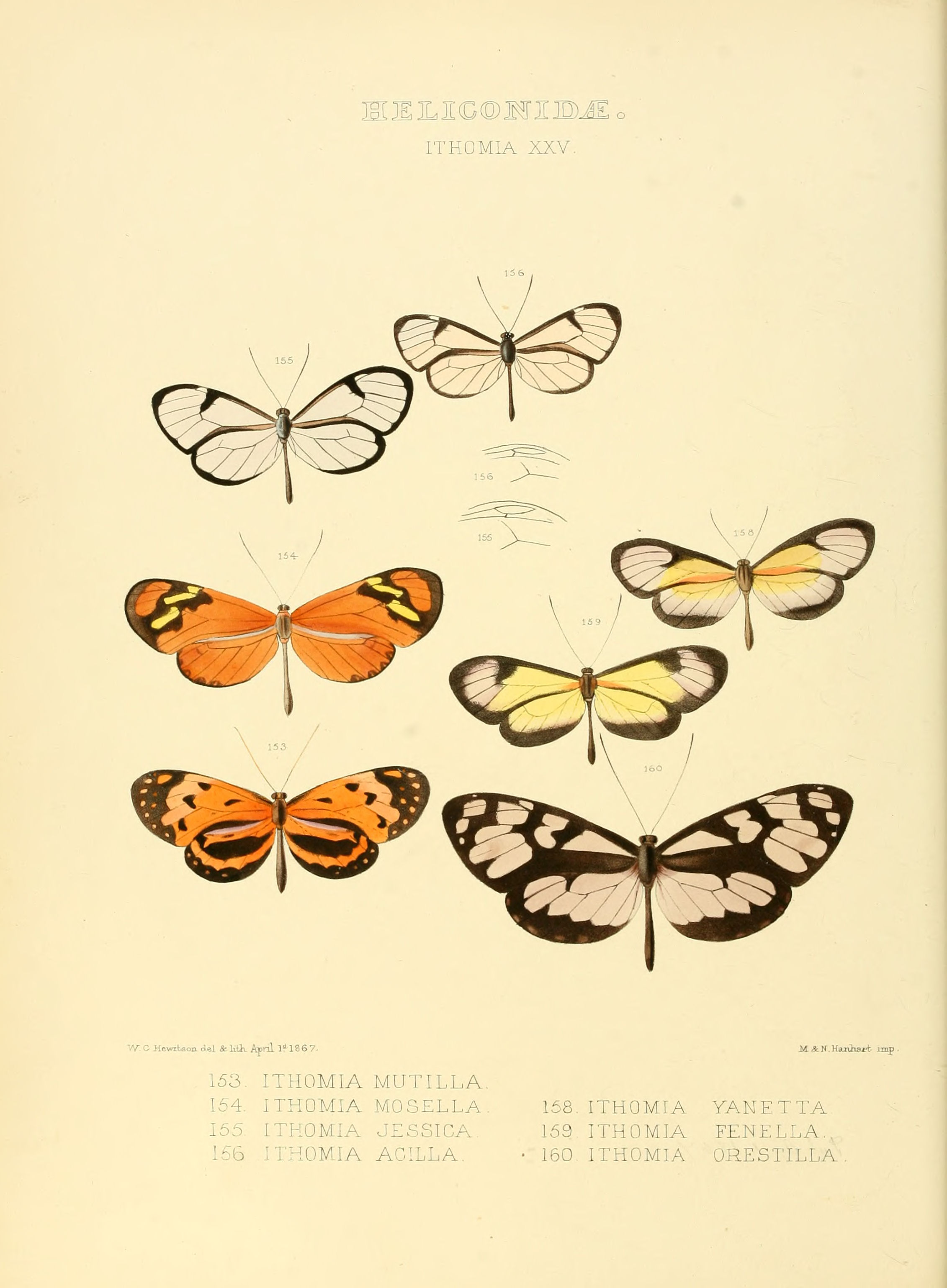
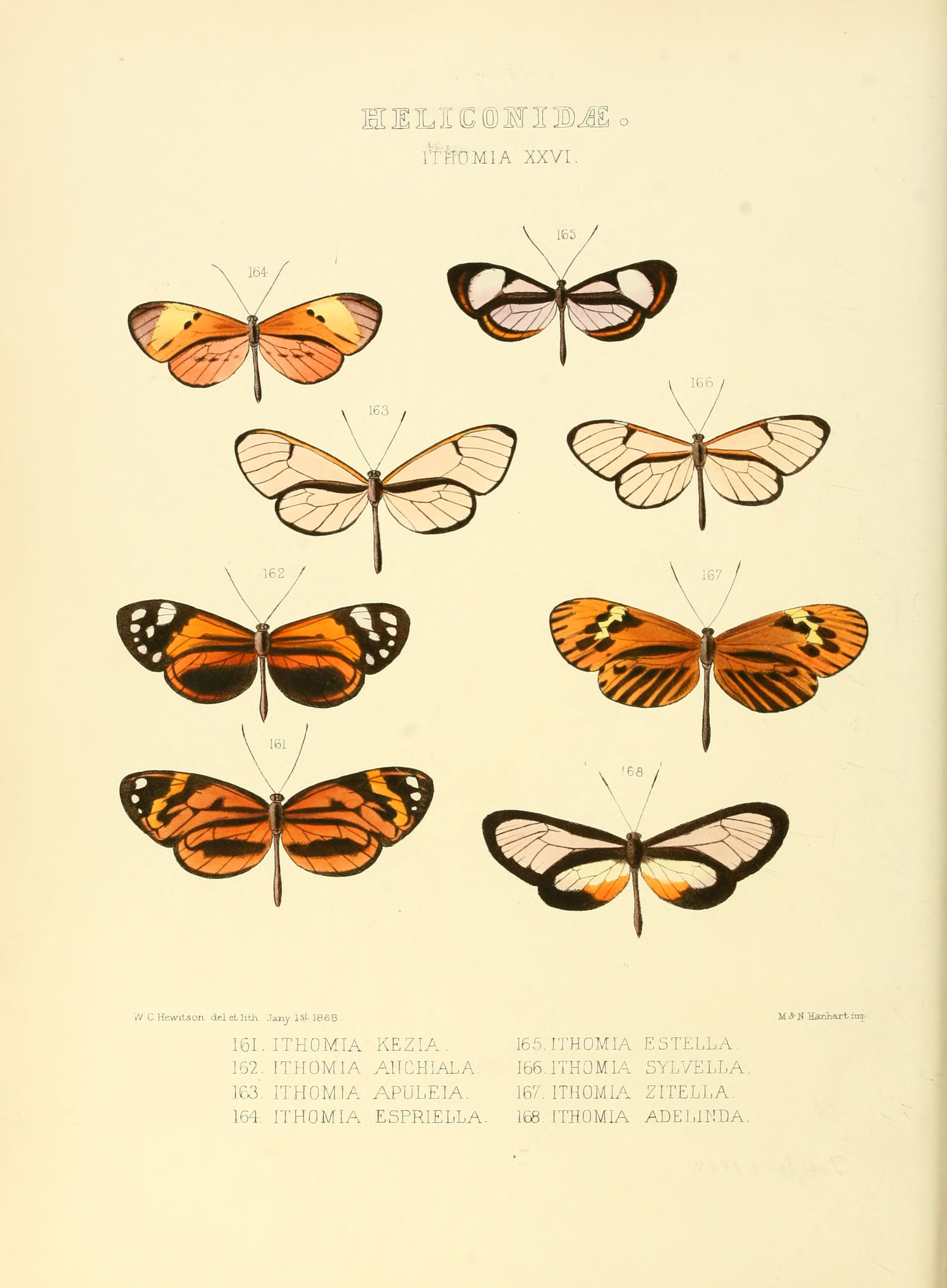